# Selaginellales
De Selaginellales vormt een monotypische orde met een familie Selaginellaceae en een geslacht Selaginella.
De Selaginellales worden gerekend tot de klasse Lycopodiopsida of Lycopsida (lycofyten) en vormen daarbinnen een zustertaxon van de orde Isoetales.
| - Tracheophyta (vaatplanten) - Lycopodiopsida (lycophytes, lycofyten) - Lycopodiales - - Isoetales - Selaginellales - Euphyllophyta (euphyllophytes) - Polypodiopsida (Pteridophyta, pteridofyten, Monilophyta, varens) - Spermatophyta (zaadplanten) |